# Mutih Kulon
Mutih Kulon is een bestuurslaag in het regentschap Demak van de provincie Midden-Java, Indonesië. Mutih Kulon telt 3058 inwoners (volkstelling 2010).